# Karl Czudnochowsky

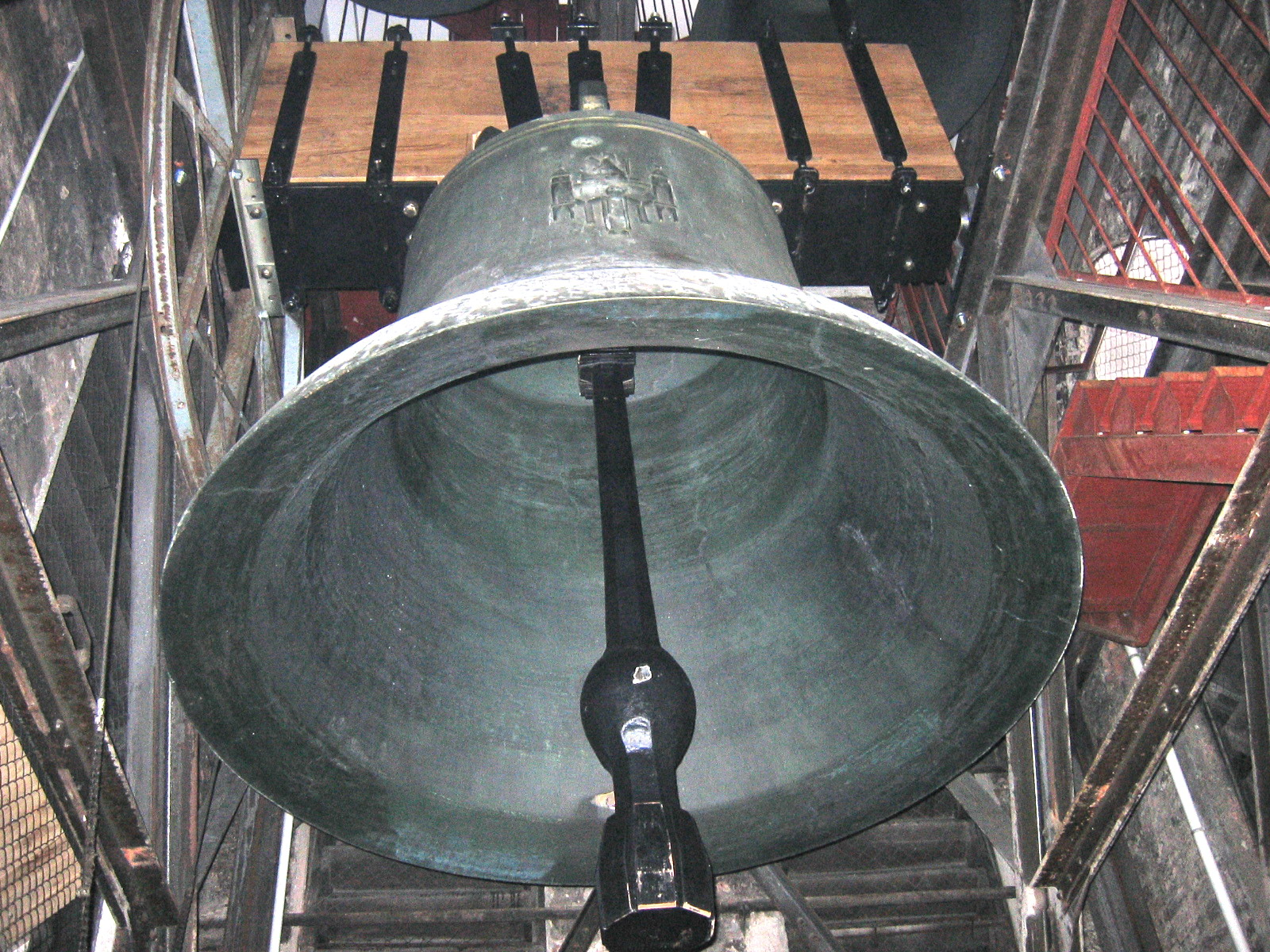
Jubiläumsglocke St. Peter, München

Karl Czudnochowsky (* 23. Januar 1900 in Enkenbach; † 19. Mai 1977 in Rottach-Egern)  war ein deutscher Glockengießer.

## Leben
Czudnochowsky wurde in Enkenbach in der Pfalz geboren und hat bei seinem Onkel Heinrich Ulrich (1876–1924) in der Glockengießerei in Apolda gelernt. Er war dann im zweiten Werk der Firma in Kempten am Ostbahnhof tätig. Er sammelte unter anderem als Betriebsleiter der Glockengießerei Grüninger in Villingen, als Hauptgeschäftsführer in Apolda selbst, und schließlich ab 1934 als Betriebsleiter der Glockengießerei Egger in Staad bei Rorschach (Schweiz) Erfahrung im Glockengießerhandwerk. 1936 pachtete Karl Czudnochowsky die Glockengießerei Bachmair in Erding, die er schließlich 1948 erwarb. Czudnochowsky beschäftigte in der Erdinger Glockengießerei bis zu 100 Mitarbeiter. Er begegnete dem Mangel an Bronze in der Nachkriegszeit, indem er als einziger Glockengießer 400 Glocken aus Euphon herstellte. Die Gießerei befand sich in der Melkstattstraße. Nach der Schließung 1971 wurden viele Aufträge von der Passauer Glockengießerei Rudolf Perner übernommen.

## Gegossene Glocken
Czudnochowsky schuf mit seinen bis zu 100 Mitarbeitern über 7400 Glocken.  Das Meisterstück Czudnochowskys ist die sieben Tonnen schwere Jubiläumsglocke der Stadt München aus dem Jahr 1958, die in St. Peter hängt und die Glocke mit dem zweittiefsten Ton in Bayern ist. In der spanischen Klosterkirche Monserrat hängt mit acht Glocken das größte Geläut, das in Erding gegossen wurde.